# EC Avenida
Der Esporte Clube Avenida, in der Regel kurz Avenida genannt, ist ein 1944 gegründeter brasilianischer Fußballverein aus Santa Cruz do Sul im Bundesstaat Rio Grande do Sul.
Aktuell spielt der Verein in der vierten brasilianischen Liga, der Série D, sowie in der Staatsmeisterschaft von Rio Grande do Sul.

## Erfolge
- Copa Federação Gaúcha de Futebol: 2018
- Staatsmeisterschaft von Rio Grande do Sul – Série A2: 2011

## Stadion
Der Verein trägt seine Heimspiele im Estádio dos Eucaliptos in Santa Cruz do Sul aus. Das Stadion hat ein Fassungsvermögen von 3500 Personen.

## Trainer
Stand: 23. November 2024
| Trainer          | Nation    | von             | bis               |
| ---------------- | --------- | --------------- | ----------------- |
| Fabiano Daitx    | Brasilien | 17. Januar 2019 | 12. März 2019     |
| Márcio Nunes     | Brasilien | 9. August 2021  | 30. November 2021 |
| Rodrigo Bandeira | Brasilien | 1. Januar 2022  | 29. April 2022    |
| Márcio Nunes     | Brasilien | 6. Mai 2022     | 26. Juli 2022     |
| Márcio Nunes     | Brasilien | 18. Januar 2023 | 14. März 2023     |
| Márcio Nunes     | Brasilien | 1. Januar 2024  | 21. Juni 2024     |
| Wiliam Campos    | Brasilien | 25. April 2024  |                   |